# 세계유산 잠정목록
잠정목록(Tentative Lists)이란 세계유산으로 등재 신청을 하기 위하여 유네스코에 제출하는 후보 명단을 말한다. 각 나라들은 이 목록 가운데에서 세계유산의 등재를 신청하게 된다. 2013년 5월 현재 172개 회원국에서 1587개 유산을 잠정목록에 등재했다.

## 대한민국의 잠정목록
현재, 대한민국의 유네스코 세계유산 잠정목록은 다음과 같다.

### 문화유산
1. 강진도요지
2. 중부내륙산성군(보은 삼년산성, 청주 상당산성, 괴산 미륵산성, 충주 남산성, 충주 장미산성, 제천 덕주산성, 단양 온달산성)
3. 염전(전남 신안군, 영광군)
4. 외암마을
5. 낙안읍성
6. 서울 한양도성
7. 화순 운주사 석불석탑군
8. 양주 회암사지
9. 피란수도 부산

### 자연유산
1. 설악산 천연보호구역
2. 남해안 일대 공룡화석지(전남 해남 우항리, 보성 비봉리, 여수 사도리, 화순 서유리, 경남 고성 덕명리)
3. 우포늪
4. 한국의 갯벌 추가 지정 (인천광역시·화성시 매향리·아산만·가로림만·경상남도 사천시 광포만)

## 북한잠정목록
2000년 5월 25일 현재, 조선민주주의인민공화국의 잠정 목록은 다음과 같다.

### 문화유산
1. 평양 역사유적지구

### 자연유산
1. 구장군 일대 동굴
2. 칠보산

### 복합유산
1. 묘향산 및 일대 역사유적

## 같이 보기
- 대한민국의 세계유산
- 세계유산
- 세계무형유산
- 세계기록유산